# Циммер, Генрих Роберт
Это статья об индологе (1890—1943). О кельтологе (1851—1910) см. Циммер, Генрих Фридрих.
Ге́нрих Ро́берт Ци́ммер (нем. Heinrich Robert Zimmer; 6 декабря 1890, Грайфсвальд — 20 марта 1943, Нью-Рошелл, штат Нью-Йорк) — немецкий индолог и историк южноазиатского искусства.

## Биография
Циммер начал свою карьеру изучая санскрит и языкознание в Берлинском университете, который он окончил в 1913 году. В 1920-24 годах он преподавал в Грайфсвальдском университете, а затем перешёл в Гейдельбергский университет, где стал профессором индийской филологии.
В 1929 году он женился на Кристиане — дочери австрийского писателя и поэта Гуго фон Гофмансталя. В 1938 году он был смещён со своих постов нацистами и эмигрировал в Англию, где в 1939-40 годах был профессором Баллиолского колледжа при Оксфордском университете. В 1942 году он переехал в Нью-Йорк, куда его пригласили давать лекции в Колумбийском университете. Во время этого периода, одним из его студентов был Джозеф Кэмпбелл.
Генрих Циммер умер от пневмонии в 1943 году.
Научный метод Циммера заключался в изучении предметов религиозного искусства с применением их священного значения как ключа к их глубинному пониманию. Он использовал индийскую философию и религиозную историю для интерпретации искусства — практика, которая шла вразрез с традиционными научными методами. Его обширные знания философии и литературы индуизма (в особенности пуранических и тантрических текстов) позволили ему более глубоко понять индийское искусство — понимание, которое очень оценил Джозеф Кэмпбелл. Кэмпбелл отредактировал и издал многие труды Циммера после его смерти. Карл Юнг в течение многих лет поддерживал близкие взаимоотношения с Циммером, и также отредактировал и издал один из трудов Циммера, озаглавленный «Der Weg zum Selbst». Циммер и Юнг впервые встретились в 1932 году, после чего Циммер, вместе с синологом Рихардом Вильгельмом, стал одним из немногих друзей Юнга. Многие приписывают Циммеру заслугу популяризации южноазиатского искусства на Западе.

## Цитаты
Трансляция с радиостанции МБ, «Мудрость Будды», идёт непрерывно: всё, что нам нужно — это радиоприёмник.
Единственный человек, который пробуждает во мне настоящий комплекс неполноценности, это Ананда Кумарасвами.